# عبد العزيز المنديل
عبد العزيز المنديل (مواليد 22 مايو 1989) هو رياضي الكويت متخصص في سباقات الحواجز العالية. وقد فاز بعديد الميداليات على المستوى الإقليمي.

## سجل المنافسة
| العام        | المسابقة                                  | المكان       | المركز       | ملاحظة                  |                                                                  |
| تمثيل الكويت | تمثيل الكويت                              | تمثيل الكويت | تمثيل الكويت | تمثيل الكويت            | تمثيل الكويت                                                     |
| ------------ | ----------------------------------------- | ------------ | ------------ | ----------------------- | ---------------------------------------------------------------- |
| 2005         | بطولة العالم للشباب                       | مراكش        | 27th (h)     | 100 متر حواجز (91.4 سم) | 14.40                                                            |
| 2008         | البطولة العربية للناشئين                  | رادس         | الأولى       | 100 متر حواجز (99 سم)   | 13.78                                                            |
| 2008         | بطولة آسيا للناشئين                       | جاكرتا       | الرابعة      | 100 متر حواجز (99 سم)   | 13.89                                                            |
| 2008         | بطولة العالم للناشئين                     | بيدغوشتش     | 14th (sf)    | 100 متر حواجز (99 سم)   | 13.84 (wind: -0.9 m/s)                                           |
| 2009         | بطولة آسيا داخل الصالات                   | هانوي        | 13th (h)     | 60 متر حواجز            | 8.31                                                             |
| 2010         | بطولة غرب آسيا                            | حلب          | الثالثة      | 100 متر حواجز           | 14.22                                                            |
| 2010         | بطولة غرب آسيا                            | حلب          | الثانية      | 4 × 100 m relay         | 40.08                                                            |
| 2011         | البطولة العربية                           | العين        | الثانية      | 100 متر حواجز           | 13.79                                                            |
| 2011         | الألعاب العربية                           | الدوحة       | الثالثة      | 100 متر حواجز           | 13.78                                                            |
| 2012         | بطولة آسيا داخل الصالات                   | هانغتشو      | الثانية      | 60 متر حواجز            | 7.82                                                             |
| 2012         | بطولة العالم داخل الصالات                 | إسطنبول      | 23 (h)       | 60 متر حواجز            | بطولة العالم لألعاب القوى داخل الصالات 2012 – رجال 60 متر حواجز ‏ |
| 2012         | بطولة غرب آسيا                            | دبي          | الأولى       | 100 متر حواجز           | 13.68                                                            |
| 2012         | بطولة غرب آسيا                            | دبي          | الثالثة      | 4 × 100 متر تتابع       | 40.61                                                            |
| 2013         | البطولة العربية                           | الدوحة       | الثانية      | 100 متر حواجز           | 13.72                                                            |
| 2013         | بطولة آسيا                                | بونه         | الثانية      | 100 متر حواجز           | بطولة آسيا لألعاب القوى 2013 – رجال 110 متر حواجز ‏               |
| 2013         | ألعاب التضامن الإسلامي                    | فلمبان       | الأولى       | 100 متر حواجز           | 13.89                                                            |
| 2014         | بطولة آسيا داخل الصالات                   | هانغتشو      | الأولى       | 60 متر حواجز            | 7.80                                                             |
| 2014         | بطولة العالم داخل الصالات                 | سوبوت        | 15th (h)     | 60 متر حواجز            | بطولة العالم لألعاب القوى داخل الصالات 2014 – رجال 60 متر حواجز ‏ |
| 2014         | 2014 IAAF Continental Cup                 | مراكش        | 6th          | 100 متر حواجز           | 13.49                                                            |
| 2014         | ألعاب القوى في دورة الألعاب الآسيوية      | إنتشون       | 8th (h)      | 100 متر حواجز           | 13.76                                                            |
| 2015         | البطولة العربية                           | مدينة عيسى   | الأولى       | 100 متر حواجز           | 13.35 (w)                                                        |
| 2015         | البطولة العربية                           | مدينة عيسى   | الأولى       | 4 × 100 m relay         | 39.75                                                            |
| 2015         | بطولة آسيا                                | ووهان        | الثانية      | 100 متر حواجز           | بطولة آسيا لألعاب القوى 2015 – رجال 110 متر حواجز ‏               |
| 2016         | بطولة آسيا لألعاب القوى داخل الصالات 2016 | الدوحة       | الأولى       | 60 متر حواجز            | 7.60                                                             |
| 2017         | بطولة آسيا                                | بوبانسوار    | الأولى       | 100 متر حواجز           | بطولة آسيا لألعاب القوى 2015 – رجال 110 متر حواجز ‏               |
| 2017         | بطولة العالم                              | لندن         | 29th (h)     | 100 متر حواجز           | بطولة العالم لألعاب القوى 2017 – رجال 110 متر حواجز ‏             |
| 2018         | بطولة آسيا لألعاب القوى داخل الصالات 2018 | طهران        | الأولى       | 60 متر حواجز            | 7.71                                                             |
| 2018         | بطولة العالم داخل الصالات                 | برمنغهام     | 15th (sf)    | 60 متر حواجز            | بطولة العالم لألعاب القوى داخل الصالات 2018 – رجال 60 متر حواجز ‏ |

## الملاحظات
1. ↑  تمثيل آسيا والمحيط الهادئ
2. ↑  لم يصل إلى النهائي

## الروابط الخارجية
- عبد العزيز المنديل على موقع الاتحاد الدولي لألعاب القوى (الإنجليزية)
- عبد العزيز المنديل على موقع الدوري الماسي (الإنجليزية)